# Enallopsammia pusilla
Enallopsammia pusilla är en korallart som först beskrevs av Alcock 1902.  Enallopsammia pusilla ingår i släktet Enallopsammia och familjen Dendrophylliidae. Inga underarter finns listade i Catalogue of Life.